# 烟酰可待因
烟酰可待因，商品名有 Lyopect、Tusscodin 等，是一种含氮有机化合物，分子式C24H24N2O4，属于可待因与烟酸形成的酯，能作为類阿片镇痛药和止咳藥。